# Careproctus longipectoralis
Careproctus longipectoralis és una espècie de peix pertanyent a la família dels lipàrids.

## Descripció
- Fa 16,8 cm de llargària màxima.[6]

## Hàbitat
És un peix marí i batidemersal que viu entre 2.025 i 2.037 m de fondària.

## Distribució geogràfica
Es troba al nord-est del mar de Weddell.

## Observacions
És inofensiu per als humans.